# Gretchen Polhemus
Gretchen Polhemus (Fort Worth, 12 de maio de 1965) é a última representante do Estado do Texas que venceu de forma consecutiva o Miss USA, que dominou os resultados do Miss USA de 1985 até sua coroação, em 1989. Nesse ano, a Miss América Gretchen Carlson tinha o mesmo prenome da representante norte-americana no Miss Universo 1989.

## No México
No Miss Universo 1989, realizado em 26 de maio daquele ano no Fiesta Condessa Hotel em Cancún, Gretchen ficou em terceiro lugar. Sua sucessora, Carole Gist, perdeu o título de Miss Universo 1990 para a norueguesa Mona Grudt.

## Vida após o concurso
Após fazer suas sucessoras estadual e nacional, Gretchen Polhemus passou a trabalhar como modelo profissional. Trabalhou também como repórter esportiva do canal pago ESPN e no noticiário local de uma das afiliadas da rede CBS.